# Verres hageni
Verres hageni là một loài bọ cánh cứng trong họ Passalidae.